# Arado Ar 95
L'Arado Ar 95 est un biplan avion de reconnaissance côtière et de bombardement léger allemand de la Seconde Guerre mondiale.

## Construit sans programme
C’est en 1935 que Walter Blume débuta de sa seule initiative l’étude de cet hydravion léger de reconnaissance côtière et d’attaque. Il s’inspira de l'Ar 68H pour concevoir un biplan biplace entièrement métallique dont le haubanage était compliqué par la forme différente des plans centraux afin de faciliter à la fois la vision vers le haut et l’accès à l’habitacle. L’armement prévoyait une mitrailleuse MG 17 de 7,92 mm en chasse, une MG 15 de même calibre sur pivot à l’arrière et une torpille de 800 kg ou une bombe de 500 kg sous le fuselage.

## Testé en Espagne
Hydravion catamaran, le premier prototype (D-OHEO) prit l'air en 1936 avec un moteur en étoile 9 cylindres BMW 132Dc de 880 ch, tandis qu’un second appareil (D-OLUO) reçut un 12 cylindres en V inversé Junkers Jumo 210 de seulement 690 ch. Un troisième prototype [D-ODGY] fut aménagé en triplace. Ces prototypes furent testés comparativement au Focke-Wulf Fw 62 et au Heinkel He 114, l’Arado à moteur BMW étant finalement jugé comme le meilleur et gratifié d’une commande de présérie de 6 Ar 95 A-0. La mise au point opérationnelle se fit en Espagne, au sein de la Légion Condor, les appareils gagnant l’Espagne en août 1938. Ils furent basés à Majorque et 3 finalement cédés aux nationalistes espagnols.
Le premier appareil de présérie (D-ODGX) se différenciait des prototypes par l’apparition d’une verrière recouvrant les cockpits, ouverte à l’arrière pour laisser le champ libre à la mitrailleuse.

## Des commandes à l'exportation
Les commandes tardant à venir, Arado développa deux versions destinées à l’exportation, Ar 95W (pour Wasser, "eau" en allemand) hydravion à flotteurs ou Ar 95L (pour Land, "terre" en allemand) en version terrestre avec un train classique fixe à carénages à "pantalons". Après le Chili (3 Ar 95L et 3 Ar 95W), la Turquie passa commande de 12 Ar 95W, mais ces derniers furent réquisitionnés par la Luftwaffe, qui rebaptisa les deux versions selon les normes du RLM.

## Un dérivé embarqué
Destiné à être embarqué sur le futur porte-avions allemand Graf Zeppelin, l'Arado Ar 195 se distinguait de l'Ar 95L par un habitacle déporté vers l’avant, le pare-brise venant s’appuyer sur l’intrados du plan supérieur au niveau du bord d’attaque. 3 prototypes furent construits (Ar-195V-1 [D-OCLN], Ar 195V-2 [D-OBBB] et Ar 195V-3 [D-ODSG]) avec des carénages de train moins importants et les équipements marins spécifiques aux appareils embarqués. Cet appareil fut rapidement abandonné en faveur du Fieseler Fi 167.

## Versions
- Ar 95A-0 : Présérie expérimentée en Espagne
- Ar 95A-1 : Version de série utilisée par la Luftwaffe.
- Ar 95B : Version terrestre (Ar 95L)
- Ar 195 : Version embarquée destinée au porte-avions Graf Zeppelin.

## Utilisateurs
- Reich allemand : Réquisitionnés par la Luftwaffe avant livraison, les Ar-95W destinés à la Turquie furent versés comme Ar  95A-1 au 2./ SAGr 125 opérant en Baltique et aux 3 Staffeln du SAGr 126. Début 1943 les appareils encore en service furent tous transférés au SAGr 127, mais en 1944 seul le 1./SAGr 127 utilisait encore ce biplan.
- Chili : 3 Ar 95L et 3 Ar 95W furent livrés à la Fuerza Aerea Nacional et restèrent en service jusqu’en 1941 au Grupo de Aviacion no 2 de Quintero.
- Espagne : Les 3 appareils cédés par la Légion Condor semblent avoir été conservés en service jusqu'en 1948.
- Turquie : Les Ar 95W achetés en 1938 par la Turquie furent réquisitionnés par la Luftwaffe avant livraison.